# 小行星4681
小行星4681（4681 Ermak）是一颗绕太阳运转的小行星，为主小行星带小行星。该小行星于1969年10月8日发现。

## 轨道参数
小行星4681的轨道半长轴为3.0190832 UA，离心率为0.124。